# Lunar Pathfinder
Lunar Pathfinder est un satellite de télécommunications développé par la société anglaise SSTL pour le compte de l'Agence spatiale européenne, qui doit être placé sur une orbite lunaire vers 2025 pour servir de relais entre la Terre et les engins spatiaux développés dans le cadre du programme Artemis, situés en orbite ou posés sur le sol lunaire.

## Contexte
Les missions du programme Artemis doivent se dérouler en grande partie près du pôle Sud de la Lune. Dans cette région, la Terre n'est pas visible ou tout juste visible ; il est donc nécessaire de disposer d'un relais de télécommunications pour échanger des données avec elle, rôle du satellite Lunar Pathfinder.

## Caractéristiques techniques
Lunar Pathfinder est un micro-satellite Stabilisé 3 axes qui circulera sur une orbite polaire elliptique stable autour de la Lune. Il peut utiliser simultanément deux canaux pour communiquer avec les engins placés en orbite autour de la Lune ou sur sa surface : un canal en bande S et l'autre en bande UHF. Les données recueillies sont ensuite transmises aux stations terriennes en bande X. L'engin spatial doit emporter deux charges utiles ne contribuant pas au rôle de relais : un équipement destiné à tester les possibilités de navigation reposant sur les signaux des satellites de navigation terrestre (GPS...) et un équipement de mesure de la météorologie spatiale. Sa durée de vie est de huit ans. 